# 昆明帚菊
昆明帚菊（学名：Pertya bodinieri）是菊科帚菊属的植物，是中国的特有植物。分布在中国大陆的云南等地，生长于海拔1,930米至1,950米的地区，目前尚未由人工引种栽培。